# Tempesta tropical Bertha (2002)
Tempesta tropical Bertha va ser una mínima tempesta tropical que recalà dos cops al llarg de la Costa del Golf dels Estats Units durant l'agost del 2002. La segona tempesta tropical de la temporada d'huracans, Bertha es va desenvolupar al nord del Golf de Mèxic a partir d'un tàlveg de baixes pressions el d'agost 4. Causà 150.000 dòlars de danys a Louisiana.